# 唐手道 (中国武術)
唐手道（タンソータオ、Tang-Shou-Tao）は中国武術。

## 概要
唐手道の名称は清朝の乾隆時代に遡る。大陸では中華民国十八年（1929年）蔣介石により中国武術を正式命名「国術」と制定された。
1960年代台湾において武術名家洪懿祥、洪懿文、洪懿棉、その大弟子許鴻基、一位李慶祥、摔角、擒拿の許昭雄、張俊峰第一代門徒陳章慧（順不同）等多くの協力の元「唐手道」の名称を組織名に定め活動することとなった。世界の潮流に順応し世界の健身、防身藝術として意味簡明であり将来国際的に発揚するに一目で系統的、段階的に伝統武術であることが分かり国術に比べてもより正統的な名称であり正名となった。
現在、易宗唐手道と神龍唐手道二通りの呼び名が有る。中国の嵩山少林寺の石碑に世界唐手道協會の名称が見られる。大陸、台湾共に時代は違ってもこの「唐手道」の呼び名が伝統的拳術の総称として採用されており、正名と言ってよい。
唐手道の技藝内容は形意拳が主となり、八卦掌、太極拳、少林各拳、摔、拿、點、打、養気など諸特點を包含し内外功を綜合した全能武術を「唐手道」と呼んでいる。

## 歴史
1973年
臺北市體育會唐手道委員會を設立。創始人は許鴻基。
1977年
世界唐手道協会アメリカロサンゼルスにて成立する。
1984年
許鴻基が死去した後は実弟許昭雄が中心となり公的機関臺北市體育會唐手道委員會を継承。李慶祥と共に台湾、日本を統括指導する。
2005年
臺北市體育會唐手道委員會主任委員蘇文滄就任、唐手道総教練李慶祥、唐手道日本国総本部顧問林武雄、国際唐手道委員會理事長吉﨑元章。